# Nicholas Ray
Nicholas Ray, vlastním jménem Raymond Nicholas Kienzle Jr., (7. srpna 1911 – 16. června 1979) byl americký filmový režisér, scenárista a herec.
Pochází z norské a německé rodiny. Začínal v divadle a jako filmový režisér debutoval snímkem Žijí v noci (1948), který – navzdory pozitivní odezvě od kritiků – byl pro studio RKO Pictures prodělečný. Během následující dekády režíroval často několik filmů ročně, mj. Na opuštěném místě (1950), Johnny Guitar (1954), Hořké vítězství (1957) a obzvlášť Rebel bez příčiny (1955) s Jamesem Deanem v hlavní roli. Jako herec se objevil například ve filmech Americký přítel (1977) a Vlasy (1979).
Druhou z jeho čtyř manželek byla v letech 1948 až 1952 herečka Gloria Grahame. Z prvního manželství měl syna Anthonyho, který se později rovněž oženil s Glorií Grahame (1960–1974). Zemřel na karcinom plic ve věku 67 let. Mezi jeho obdivovatele patřili Jean-Luc Godard, Jim Jarmusch, Martin Scorsese, François Truffaut, Wim Wenders. Poslední z nich s ním spolupracoval na filmu Lightning Over Water, který dokumentuje poslední dny jeho života.